# Neil O'Donnell
Neil Kennedy O'Donnell (Morristown, 3 luglio 1966) è un ex giocatore di football americano statunitense che ha giocato nel ruolo di quarterback nella National Football League (NFL). Fu scelto nel corso del terzo giro (70º assoluto) del Draft NFL 1990 dai Pittsburgh Steelers. Al college ha giocato a football all'Università del Maryland.

## Carriera professionistica
O'Donnell fu scelto nel corso del terzo giro del draft 1990 dai Pittsburgh Steelers. Divenne titolare nel 1992 e nel 1995 condusse la squadra al Super Bowl XXX dove però lanciò due intercetti ritornati in touchdown dai Dallas Cowboys che vinsero la gara. Dopo quella gara passò come free agent ai New York Jets, dove disputò 6 partite nel 1996 prima di infortunarsi. L'anno successivo, il 1997, le sue prestazioni migliorarono sotto la guida dell'allenatore Bill Parcells.
Dopo una stagione ai Bengals nel 1998, passò ai Tennessee Titans per fungere da riserva a Steve McNair. Nel 1999 sostituì McNair infortunato per sei partite vincendone cinque. A fine stagione i Titans arrivarono a disputare il Super Bowl XXXIV, anche se Neil non fu parte attiva.
Donnell si ritirò con l'allora più bassa percentuale di intercetti ogni 100 passaggi (2,11) anche se questa statistica è in qualche modo offuscata dai due intercetti costosi lanciati nel Super Bowl. In seguito il suo primato fu superato da Aaron Rodgers.

## Vittorie e premi
- Pro Bowl (1992)

## Statistiche
| Yard passate  | 21.690 |
| Touchdown     | 120    |
| Intercetti    | 68     |
| Passer rating | 81,8   |